# Banner County
Banner County is een county in de Amerikaanse staat Nebraska.
De county heeft een landoppervlakte van 1.933 km² en telt 819 inwoners (volkstelling 2000). De hoofdplaats is Harrisburg.

## Bevolkingsontwikkeling

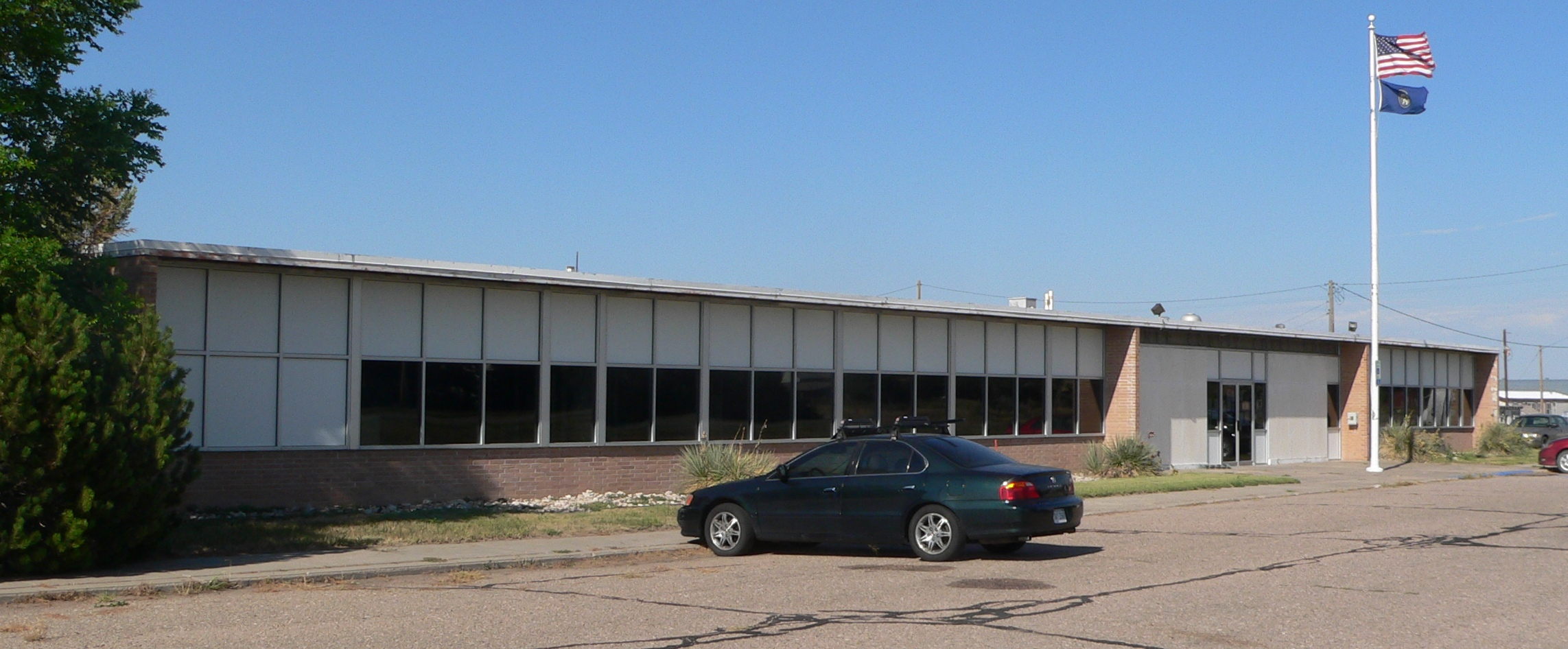
Banner County Courthouse